# 得梅因 (新墨西哥州)
得梅因（英語：Des Moines）是位於美國新墨西哥州尤寧縣的村。

## 人口
根據2020年美國人口普查的數據，得梅因的面積為2.25平方千米，皆為陸地。當地共有人口117人，而人口密度為每平方千米52人。